# Distrito de Goslar
El Distrito de Goslar (en alemán: Landkreis Goslar) es un Landkreis (distrito) ubicado al sur del estado federal de Baja Sajonia (Alemania). La capital del distrito reside en la ciudad de Goslar.

## Geografía
El distrito de Goslar limita al oeste con el distrito de Northeim y el distrito de Hildesheim, al norte con el distrito de Wolfenbüttel y con la ciudad de Salzgitter, al este con los distritos de Halberstadt y Wernigerode de Sajonia-Anhalt y al sur con el distrito de Turingia de Distrito de Nordhausen y el Distrito de Osterode am Harz (Baja Sajonia).
Se encuentra en este distrito gran parte de la sierra del Harz (tanto el Oberharz como el Hochharz) y se encuentra también el monte Wurmberg como uno de los más altos de los montes de Baja Sajonia.

## Composición del distrito
El distrito de Goslar se compone de 15 gemeinden (municipios), de los cuales 10 de ellos tienen rango de ciudad.
Einheitsgemeinden
| 1. Bad Harzburg, Ciudad (22.599) 2. Braunlage, Ciudad (5.091) 3. Goslar, Ciudad capital de distrito (43.058) 4. Langelsheim, Ciudad (12.976) | 1. Liebenburg, Municipio (9.344) 2. Sankt Andreasberg, Ciudad (2.054) 3. Seesen, Ciudad (21.540) 4. Vienenburg, Ciudad (11.187) |

Samtgemeinden con sus componentes 
* Ubicación de la administración
| - 1. Samtgemeinde Lutter am Barenberge (4.456) 1. Hahausen (925) 2. Lutter am Barenberge, Flecken * (2.443) 3. Wallmoden (1.088) | - 2. Samtgemeinde Oberharz (18.418) 1. Altenau, Bergstadt (1.967) 2. Clausthal-Zellerfeld, Ciudad * (15.006) 3. Schulenberg im Oberharz (310) 4. Wildemann, Bergstadt (1.135) |

gemeindefreies Gebiet
- Harz (Landkreis Goslar) (371,84 km², unbewohnt)

## Especial
- „Königreich Romkerhall“ (Zona libre de municipalidad)